# Tomoe Hotaru
Tomoe Hotaru (土萠ほたる) más néven Sailor Saturn (セーラーサターン; Szérá Szatán, ’magyar változatban Szaturnusztündér’) a Sailor Moon japán manga-, illetve anime kitalált szereplője. Mind senshiként, mind polgári személyként ő jelenik meg a legkevesebbszer a sorozatban. Ő az egyetlen szereplő, akinek a nevét az angol nyelvű szinkronban nem módosították. A magyar változatban Olivia Williams volt a neve.

## A szereplő
Hotaru úgy kerül a történetbe, mint Csibiusza barátnője. Mielőtt találkozott volna Csibiuszával és Uszagival, nem volt egy barátja sem. Az animében ezt azzal indokolták, hogy a lány különleges erőkkel rendelkezett, ami miatt az osztálytársai féltek tőle. Emellett gyakran szenvedett rohamoktól, melyeket az  ötéves  kora óta benne élő gonosz entitás, Mistress 9 okozott. Ez egy sajnálatos laborbaleset miatt került a testébe, miután apja, Tomoe professzor alkut kötött az ördögi Pharaoh 90-nel. A mangában ezt tetézi az, hogy Hotaru súlyosan megsérült a balesetben, ezért a professzor a teste nagy részét újjáépítette - így a lány gyakorlatilag egy kiborg. Később azonban Sailor Moon-nak köszönhetően újjászülethet, mint normális gyerek. Az animében a történet jelentősen eltér: Hotaru itt már nem kiborg, hanem csak a földönkívüli lény gazdateste. Az édesanyja csak egy epizódban tűnik fel mint árnyék, és nincs megnevezve. A mangában Tomoe professzor halála után Hotaru Haruka és Micsiru adoptált gyermeke lesz, Szecuna felügyelete alatt. A kis Hotaru őket Haruka-papának és Micsiru és Szecuna-mamának szólítja (bár Haruka is lány). Az animében édesapja meggyógyul, és Hotaru vele élhet tovább, bár csecsemőként. A Sailor Galaxiával zajló harc után jelenik csak meg ismét a harcosok társaságában.
Hotaru nagyon logikus és megbízható lány, ugyanakkor független jellem is. Néha túl csendesnek, majdnem kifejezéstelenül üresnek tűnik. Életkora az egész történet során változik: eredetileg 12 éves, majd Mistress 9-ná válva felnőtt lesz (habár szorosabb értelemben az a lény már nem ő), majd újjászületése után csecsemő lesz, s később mind a mangában, mind az animében újra életre kelő ereje miatt villámgyorsan nő fel. Civil életében rendszerint szürke és fekete ruhákba öltözik, bár néha kiegészíti a palettát a kobaltkékkel és van amikor felteszi vörös sapkáját. A mangában, mert csak részben ember, mindig tetőtől talpig felöltözve ábrázolják és újjászületése után is őrzi ezt a szokását. A válla köré néha sötét színű kendőt csavart, vagy barna kabátot öltött.
Hotaru harcos énje sokszor kerül sajátos bemutatásra, mintha képes lenne teljességgel különválni Hotaru-tól. („Álmában” megszólítja őt, információt ad neki, inspirálja stb.) Ebben a formában képes egész bolygókat elpusztítani, mely képességét be is veti, ha reménytelennek látja a helyzetet. Ezt azért meri megtenni, mert pusztításában benne rejlik az újjászületés reménye - mint azt maga is mondta a manga harmadik történetében. Ebből az is kiderül, hogy a múltban ő pusztította el az Ezüst Millenniumot. Mivel a külső holdharcosok tisztában vannak ezzel az erővel, ezért meg akarják őt ölni, mielőtt Sailor Saturn felébredhetne Hotaruban (a mangában a három talizmán rezonálása ébreszti őt fel).
A lány nevét leíró kandzsik jelentése „föld” (土, to) és „csírázás-hajtás” (萠, moe). A keresztneve hiraganával (ほたる, hotaru), maga a szó jelentése a „szentjánosbogár”, amit a szellemekkel és a halállal kapcsol össze a japán mitológia, így jelzi Hotaru Szensi státuszát, mint a „halál és pusztítás” harcosa.

## Megjelenési formák

### Sailor Saturn
Szensi egyenruhája lila és gesztenyebarna. Más harcosoktól eltérően a kosztüm ujjai sziromszerűek, a díszítő bross csillag alakú, szimbolizálva a Tiszta Szívek Kristályát (lásd a harmadik történetet). Gondosan díszített, magas sarkú, fűzős csizmát és körülbelül könyékig érő kesztyűket visel. Leggyakrabban használt titulusa a Csend Harcosa.
Gyakran hordja magánál a Csend egyik fegyverét, a japán naginatára emlékeztető, hosszú rúdra erősített pengét (Silence Glaive). Ezzel képes világokat elpusztítani, ha úgy adódik. Ugyanakkor bizonyos szinten gyógyítani is képes.
Az animében az összes holdharcoshoz hasonlóan a múltban ő is a Hold királyságában élt. A mangában azonban ilyesmiről szó sincs: ott voltaképpen a három külső holdharcos volt, akik úgymond "megidézték" őt a három talizmánnal, s ezzel véget vetettek a Dark Kingdom pusztításának. Amikor azonban az újabb fenyegetés miatt a külső holdharcosoknak is fel kellett ébredniük a 20. században. Sailor Saturn megidézése is csak idő kérdése volt.
Az animében kettő, a mangában háromféle variációban láthatjuk egyenruháját, ahogy a történet során Sailor Saturn fejlődik.

### Szaturnusz hercegnő
A mangában, más Szensikhez hasonlóan, Sailor Saturn is úgy mutatkozott be, mint egy hercegnő az Ezüst Millennium idejéből. Övé a Titán kastély és lila estélyiben jelenik meg az eredeti manga 41. részéhez mellékelt képen - de hogy ez pontosan mikor történt, rejtély, ugyanis a mangából az derül ki, hogy az Ezüst Millennium pusztulásáig senki sem látta őt.

### Mistress 9
A harmadik Sailor Moon-történet (a Sailor Moon S) főellensége a Mistress 9 nevű idegen lény, aki elfoglalta Hotaru testét. Mistress 9 (ミストレス９, Miszutoreszu 9) tulajdonképpen Hotaru testének erőszakosan felnőtté tett alakjában jelenik meg "testi valójában". A lány haja hihetetlenül hosszúra nő, és a homlokán egy fekete csillag jelzi a lény jelenlétét. A teremtmény a "Tau Ceti" csillagrendszerből származik és azért érkezett a Földre, hogy segítsen uralkodójának Pharaoh 90-nek egy kaput nyitni.

### A musicalekben
A karaktert több musicalben megváltoztatták. A Jume Szensi - Ai - Eien ni... címűben például a Dead Moon Circus ejtette foglyul Hotarut, hogy mint „Miss Dream”, más emberek álmába hatoljon be. Később a többi harcos megmenti őt. A Kaguja Island musicalekben egy Kon nevű szellem szállja meg a testét.

## Képességei és készségei
Hotaru már civil formájában is rendkívüli képességekkel rendelkezik, eltérően a többi harcostól. A harmadik történetben ezt gyakran magyarázzák Mistress 9 testében való jelenlétével, aki például védőpajzsot képes emelni a lány köré, ha veszélyben van. De ezeken felül is képes más tettekre is: például meg tudja gyógyítani a sebeket. A mangában és az animében is elveszíti varázslatos képességeit újjászületése után, noha hihetetlenül gyorsan kezd el felnőni, és rendkívüli intelligenciáról tesz tanúbizonyságot. Miután újra „egyesül” Sailor Saturn szellemével, képességeit is visszanyeri. A manga negyedik történetében ő lesz képes arra, hogy visszaadja a külső holdharcosok elveszett erejét. Hotaru hatodik érzékkel is rendelkezik, képes előrelátni a tragédiákat.
Sailor Saturn az egyetlen harcos, akinek nem látjuk a sorozatban az átváltozását (bár egy videójátékban szerepel). Erői Szaturnusztól, az aratás istenétől jönnek. Legfontosabb feladata azonban a pusztítás, ami miatt a harcosok rettegnek tőle. Első megismert támadása, a „Death Reborn Revolution” is a világ végét és egy új élet kezdetét jelenti.
Fegyvere, a Silence Glaive, sok támadásában használatos. Alapesetben, ha lecsap a bárddal, a világ megszűnik létezni. Ám később új, kevésbé veszélyes támadásokat is bemutat, mind a mangában, mind az animében. A „Silence Wall” a gonosz támadások kivédésére szolgál, a „Silence Glaive Surprise” pedig egy visszaverő támadás. Az animében Nehellénia ellen egyik sem működik, ezért ismét a világ elpusztítására készül, amit Chibi Moon akadályoz meg.

## Karaktere
Naoko Takeucsi korai vázlatain még egy barna bottal látható Sailor Saturn, némiképp más egyenruhában. Karaktere számos utalást hordoz magában. Csillagjegye Bak, ami a Szaturnusz bolygóval hozható összefüggésbe. Vércsoportja AB, ami a hűvös, határozott, racionális embereket jellemzi a hiedelem szerint. Nevét kétféleképpen lehet olvasni japánul, így az lehet Sátán is.

## Fogadtatás
A népszerűségi listán Tomoe Hotaru és Sailor Saturn különböző személyekként szerepeltek. 1994-ben Sailor Saturn a harmadik, Hotaru a negyedik legnépszerűbb karakter volt. 1996-ban Sailor Saturn hatodik, Hotaru hetedik lett.
Egyes elméletek a moe kifejezést Tomoe nevéből származtatják.
Szandzsú Cubame karaktere a Ruróni Kensin című mangában és animében Hotaru karakterén alapszik.

## Megformálói
Hotaru eredeti japán hangja Minagucsi Júko volt. Az angol változatban Jennifer Gould szinkronizálta, a magyar változatban pedig a korábban néhány részben Csibiuszát illetve pár kisebb karaktert szinkronizáló Papp Ági. A musicalekben kilenc színész játszotta, az élőszereplős sorozatban pedig nem jelent meg.